# Південна Тан
Південна Тан (спрощ.: 南唐; піньїнь: Nán Táng) — династія, що правила частиною південно-східного Китаю після падіння царства У у 937 році. Ця династія керувалася імператорами з роду Лі. Правління цієї династії тривало 38 років. Повалена у 975 році династією Сун.

## Історія
Засновником династії став Сюй Чжігао, який у 920-х роках став найвпливовішим військовиком держави У, а у 937 році повалив цю династію, заснувавши Південну Тан. Тоді ж він змінив власне прізвище та ім'я на Лі Бянь.
Спираючись на підтримку військових та чиновництва Лі Бянь та його наступник Лі Цзін зуміли значно зміцнити державу. після цього було поставлено за мету об'єднати південний Китай: у 945 році було підкорено державу Мінь, а у 951 році — Чу. Проте спроба підкорити північнокитайську державу Пізню Чжоу виявилася невдалою — у військових кампаніях 956 та 958 років танська армія зазнала поразки. Імператор Лі Цзін вимушений був поступитися землями на північ від річки Янцзи.
У період розквіту володіння охоплювали території сучасних провінцій Цзянсу, Аньхой, Фуцзянь, Цзянсі, Хунань, Хубей.
За правління останнього володаря Лі Юй держава перейшла до оборони. Деякий час він зберігав незалежність, проте у 975 році зазнав цілковитої поразки від армії династії Сун й вимушений був зректися влади.

## Культура
Період існування цієї держави відзначено розвиток літератури та мистецтва. Усі імператори піклувалися про залучення до свого двору письменників, вчених, поетів. Значним поетом був останній володар Південної Тан — Лі Юй.

## Імператори
| Посмертне ім'я | Особисте ім'я        | Роки правління | Девіз і роки правління                                                                   |
| -------------- | -------------------- | -------------- | ---------------------------------------------------------------------------------------- |
|                | Лі Бянь 李昪 Lǐ Biàn | 937–943        | - Шенюань (昇元 Shengyuan) 937–943                                                       |
|                | Лі Цзін 李璟 Lǐ Jǐng | 943–961        | - Баода (保大 Baoda) 943–958 - Цзяотай (交泰 Jiaotai) 958 - Чжунсін (中興 Zhongxing) 958 |
|                | Лі Юй 李煜 Lǐ Yù     | 961–975        |                                                                                          |